# Евдокия Комнина (дъщеря на Исак Комнин)
Вижте пояснителната страница за други личности с името Евдокия Комнина.
Евдокия Комнина (на гръцки: Εὐδοκία Κομνηνή, ок. 1096 г. – след 1150 г.) е византийска принцеса от първата половина на XII век, племенница на император Алексий I Комнин.
Родена е около 1096 г. в семейството на севастократор Исак Комнин и съпругата му Ирина Аланска. Бащата на Евдокия е по-голям брат на император Алексий I Комним, а майка ѝ била аланска принцеса и първа братовчедка на императрица Мария Аланска.
Около 1110/12 г. император Алексий I Комнин омъжил племенницата си за Никифор Вотаниат, който бил роднина на император Никифор III Вотаниат, вероятно внук на негов брат. По този повод императорът почел съпруга на Евдокия с титлат пансеваст севаст.
Евдокия родила на съпруга си няколко деца, от които е известен един син – Исак Комнин Вотаниат, който станал монах в манастира „Свети Йоан Предтеча Фоверос“, разположен на азиатския бряг на Босфора
Съпругът на Евдокия починал преди 1144 г., като малко преди смъртта си приел монашество, най-вероятно в манастира „Света Йоан Предтеча Фоверос“, и променил името си на Неофит След смъртта му Евдокия също постъпила в монашество и приела името Ксения. Тя била все още жива към 1150, когато я записали като втори ктитор в типика на манастира „Свети Йоан Предтеча Фоверос“, където синът ѝ също бил починал в уединение преди 1144 г. Евдокия направила множество дарения и благодеяния на манастира, като през октомври 1144 г. му предоставила и значителна сума в злато за закупуването на имот и се договорила с монасите в манастира ежегодно да се отслужват вечерни панахиди и литургии за съпруга и сина ѝ на датите на тяхната смърт както и вечерни служби за нейно здраве и литургии, които да се провеждат всяка година на 22 ноември, а след смъртта ѝ да бъдат отслужвани ежегодно панахиди и за самата нея.

## Цитирана литература
- Dimitropoulou, Vassiliki (2023). Religious Patronage in Byzantium: The Case of Komnenian Imperial Women, In: Moor, Megan (ed). Gender in the Premodern Mediterranean (online). ACMRS Press, Arizona State Univeristy, doi:10.54027/HSTS6044, https://asu.pressbooks.pub/gender-in-the-premodern-mediterranean/chapter/chapter-8/, посетен на 13 януари 2024
- ((en)) Thomas, J.; Hero, A.C. (eds) (2000). Phoberos: Rule of John for the Monastery of St. John the Forerunner of Phoberos. Byzantine Monastic Foundation Documents: A Complete Translation of the Surviving Founder's Typika and Testaments, Volume III, trans. Robert Jordan. Washington D.C.: Dumbarton Oaks Research Library and Collection, архив на оригинала от 16 февруари 2009, https://archive.org/details/thomas-hero-byzantine-monastic-foundation-documents/page/872/mode/1up?view=theater
- ((el)) Varzos, Konstantinos (1984). Η Γενεαλογία των Κομνηνών, A. Thessaloniki: Centre for Byzantine Studies, University of Thessaloniki, OCLC 834784634, архив на оригинала от 11 април 2019, https://web.archive.org/web/20190401112856/https://www.kbe.auth.gr/sites/default/files/bkm20a1.pdf